# Psylliodes drusei
Psylliodes drusei es una especie de insecto coleóptero de la familia Chrysomelidae.
Fue descrita científicamente en 1983 por Furth.